# Markiza Angelika (film 1964)
Markiza Angelika (fr. Angélique, marquise des anges) – film kostiumowy z 1964 roku, adaptacja powieści Anne i Serge Golonów o tym samym tytule.
Film jest pierwszą częścią 5-odcinkowego cyklu filmów o pięknej markizie Angelice, granej przez Michèle Mercier.

## Fabuła
Francja, XVII wiek. Angelika jest młodą arystokratką zakochaną w przystojnym Nicolasie. Jednak nie ma nadziei, że będą kiedyś razem, ponieważ jej przyszłość została inaczej zaplanowana przez ojca. Pewnego dnia słyszy rozmowę spiskowców przygotowujących zamach na życie króla Francji Ludwika XIV. Dziewczyna udaremnia spisek, za co zostaje przez przywódcę spiskowców wysłana do klasztoru. Po kilku latach opuszcza klasztor by z woli ojca wyjść za Jeoffreya de Peyraca, hrabiego Tuluzy. Chociaż należała do szlachty, majątek rodzinny był niczym w porównaniu z bajecznie bogatym, wpływowym i sławnym hrabią. A jednak skusił się na jej posag. Angelika jest przerażona, gdyż słyszała o nim wcześniej okropne plotki. Po ślubie jest szorstka i nieprzystępna dla kulawego męża z wielką blizną na twarzy. Zachował się godnie w noc poślubną: Widząc jej przerażenie, odpuścił aż poinformuje go, że jest gotowa. Zabiega o jej względy. Przed ślubem podróżował po świecie, zbierając ważne znajomości i ogromną wiedzę z nauk ścisłych. Taką, której nie uczyli na europejskich uniwersytetach. Dzięki temu odkrył, że ołów zawiera małe ilości złota. Ujawnił Andżelice, że jej posag wbrew pozorom był naprawdę kuszący: Składały się na niego kopalnie ołowiu jej ojca. Nie przynosiły jej rodzinie spektakularnych zysków. Hrabia Tuluzy wiedział, jak wycisnąć z nich maksymalny zysk. Produkcja złota poprzez rozdzielanie go od ołowiu uczyniła go potężnym. Zabieganie o względy żony poskutkowało prawdziwą miłością między nimi. Rodzi się dwójka synów, a Angelika jest ustawiona i szczęśliwie zakochana. Licho, jednak nie śpi. Jeoffrey ma opinię czarownika, którą się początkowo nie przejmuje. W swoim domu ma przedstawicieli egzotycznych i odległych kultur, którzy odprawiają swoje etniczne rytuały. Jego majątek budzi zazdrość. Pomimo tego, że jest kulawy, pokonał w walce na śmierć i życie największego do tej pory szermierza Langwedocji. Fakty tego później go pogrążą. Pewnego dnia wizytę składa im sam Ludwik XIV. Król Słońce nie może znieść, że w jego kraju może istnieć ktoś kto równa się mu wpływami i majątkiem. W tym celu doprowadza do oskarżenia hrabiego de Peyrac o czarnoksięstwo. Prokurator jako dowody przedstawia wspomniany już zwycięski pojedynek, produkcję złota i goszczenie u siebie szamanów. Adwokatowi odbiera się wszelkie pole do manewru. Po nic nie wartym procesie pokazowym dochodzi do mordu sądowego: skazania na stos. Angelika i jej dzieci nic nie odziedziczyły. Wszystko stało się własnością króla.

## Główne role
- Michèle Mercier - Angélique Sancé de Monteloup
- Jacques Toja - Ludwik XIV
- Robert Hossein - Jeoffrey de Peyrac
- Robert Hoffmann - Kawaler de Lorraine
- Rosalba Neri - La Polak
- Jean Rochefort - François Desgrez
- Claude Giraud - Philippe de Plessis-Bellieres
- Giuliano Gemma - Nicolas
- Geneviève Fontanel - Carmencita
- François Maistre - Książę de Condé
- Philippe Lemaire - De Vardes
- Serge Marquand - Jactance
- Etchika Choureau - Hortense
- Madeleine Lebeau - La Grande Demoiselle